# پاسوژ د فریرا
شهر پاسوژ دِ فریرا (به پرتغالی: Paços de Ferreira) و با (تلفظ پرتغالی:[ˈpasuʒ ðɨ fɨˈʁɐjɾɐ] ()) در پاسوس د فریرا در کشور پرتغال واقع شده‌است. جمعیت این شهر ۹٬۰۰۰ نفر است. در تاریخ ۲ ژوئیه ۱۹۹۳ به عنوان شهر شناخته شد.